# Олекса Гайворонський
Олекса Гайворонський (справжнє ім'я Гайворонський Олексій Євгенович; 30 квітня 1974 — 27 вересня 2023);— український історик, письменник, телеведучий і фотограф. Один з провідних популяризаторів історії Криму.

## Біографічні відомості
Своє дитинство і основну частину життя провів у Бахчисараї. Мав чітку проукраїнську громадянську позицію: вже в 1991 році вітався словами «Слава Україні! Героям слава!»
1991—1996 — навчався на історичному факультеті Сімферопольського державного університету. У студентські роки виступав у складі рок-гурту.
1996—2001 — науковий співробітник, завідувач сектора Бахчисарайського державного історико-культурного заповідника.
2002—2003 — провідний спеціаліст із музейних закладів Міністерства культури та мистецтв Автономної Республіки Крим.
2003—2011 — заступник генерального директора з наукової роботи Бахчисарайського державного історико-культурного заповідника.
2011—2014 — автор, режисер та ведучий телепрограми «Прогулянки Кримом з Олексою Гайворонським» (вийшло майже 70 випусків) на кримськотатарському телеканалі ATR (Сімферополь).
Після анексії Криму Росією в 2014-му, Гайворонський залишився у рідному Бахчисараї. Періодично виїжджав на материкову частину України для проведення лекцій та лікування. Він казав, що лишається громадянином України, який продовжує жити в Криму, та називав себе «бранцем історичних обставин».
З 2014 року співпрацював з кримськотатарською студією Qaradeniz production, де підготував десятки матеріалів про історію Кримського ханства та Золотої Орди.
У січні 2017 року історик видалив усі свої сторінки в соціальних мережах, залишивши тільки посилання на електронну пошту на своїй фейсбук-сторінці.
У 2018—2020 рр. — автор серії публікацій на Радіо Свобода про минуле Кримського ханства та його відносини з Україною. З весни 2019 публікувався в електронному виданні Crimean Tatars.
Помер у Криму після тривалої хвороби. Гайворонський заповів близьким кремувати його тіло та розвіяти прах біля села Берегове Бахчисарайського району над Чорним морем.

## Політична і громадська діяльність
Член Народного Руху України, заступник голови Кримської крайової організації НРУ (2002—2014). Помічник-консультант народного депутата України Коваля Вячеслава Станіславовича (V скликання, на громадських засадах).

## Творчість
Олекса Гайворонський усе життя присвятив вивченню історії кримських татар. Його вважали одним із найкращих знавців історії Кримського ханства та Золотої Орди.
Створив сценарій до фільмів «Хто такі кримські татари», «Вкрадена весна» (до 70-і річниці депортаціі кримських татар), «Прапор кольору неба», «Хидир-деде» (перший кримськотатарський дитячий фільм-казка), «Перекладач» (до 170-річчя Ісмаіла Гаспринського), «Шлях джигіта» (до150-річчя Бекира Чобан-заде). Мріяв про встановлення на півострові пам'ятників гетьманам Михайлу Дорошенку та Оліферу Голубу, загиблим під Бахчисараєм.
Дописував до низки українських та кримських газет та журналів (іноді під псевдонімами), зокрема "«Український тиждень», «Авдет», «Полуостров», «Касевет». Також друкував статті у Великобританії та США.
Володів 16-ма мовами, з котрих 10-ма — досконало.
Є автором двотомника «Повелители двух материков»:
- Гайворонский Олекса. Повелители двух материков. — Том. I: Крымские ханы XV—XVI столетий и борьба за наследство Великой Орды. — Киев; Бахчисарай: Оранта, Майстерня книги, 2007.  — 368 с.[5]
- Гайворонский, Олекса. Повелители двух материков. — Том. IІ: Крымские ханы первой половины XVII столетия в борьбе за самостоятельность и единовластие. — Киев: Майстерня книги ; Бахчисарай: Оранта, 2009. — 272 c. : ил.,карты.[6]

До останніх днів продовжував працювати над третім томом «Повелителей».
28 грудня 2015 презентував фотокалендар «Ханська Україна» на 2016 рік, куди увійшли 12 авторських фотографій та історичних нарисів про пам'ятки і пам'ятні місця епохи Кримського ханства на території Південної України.
У 2016 році Гайворонський презентував на Форумі видавців у Львові свою книгу «Страна Крым. Очерки о памятниках истории Крымского ханства» (61 нарис), яку наступного року видав українською мовою під заголовком «Країна Крим. Нариси про пам'ятки історії Кримського ханату» у столичному видавництві «Майстер книг».
2019 року в Мистецькому арсеналі відбулась масштабна виставка «Дивовижні історії Криму», одним з авторів каталогу якої був Олекса.
Також є автором книжок:
- Созвездие Гераев: краткие биографии крымских ханов (Сімферополь: «Доля», 2003);
- Ханское кладбище в Бахчисарайском дворце. — Ханский дом. (К.: «Энергия плюс», 2004. — 62 с.);
- Страна Крым. Крымское ханство в лицах и событиях. — Ч. 1-2. (Сімферополь: «Доля», 2004, 2006);
- Память Крыма: культовые мусульманские памятники Крыма. (Сімферополь: «Кара Дениз Продакшн», 2024).

Співавтор книг:
- Папа і Україна. Красюк О. Правдива людина; Гайворонський О. Від Риму до Криму. — К.: Видавництво «Дуліби», 2005. — 152 с.
- Битий шлях, або Україна, якою ми її любимо (Дуліби, 2005; 2006);
- Кримські татари: типажі, краєвиди, побут (Образотворчий матеріал): книга листівок: набір з 30 подарунково-поштових листівок із фондів Бахчисарайського історико-культурного заповідника (Київ: Майстерня книги, 2009; 2020);
- Книга Україна для шукачів пригод / Ukraine for Adventurers (Дуліби, 2010; 2015).

## Нагороди
- Подяка Голови Верховної Ради Автономної Республіки Крим (2005).
- Премія імені Бекіра Чобан-заде (2010) за двотомник «Повелители двух материков».